# 1660
| [ Edytuj tabelę ]              | |
| Król Polski                    | - 1648 Jan Kazimierz 1668 |
| Współksiążęta Andory           | - 1655 Joan Manuel de Espinosa 1663 - 1643 Ludwik XIV 1715 |
| Król Anglii i Szkocji          | - 1659 anarchia 1660 - 1660 Karol II 1685 |
| Elektor Bawarii                | - 1651 Ferdynand Maria 1679 |
| Elektor Brandenburgii          | - 1640 Fryderyk Wilhelm 1688 |
| Sułtan Brunei                  | - 1625 Muhammad Ali 1660 - 1660 Abdul Mubin 1673 |
| Cesarz Chin                    | - 1644 Shunzhi 1661 |
| Król Czech                     | - 1657 Leopold I Habsburg 1705 |
| Król Danii                     | - 1648 Fryderyk III 1670 |
| Dalajlama                      | - 1617 Lobsang Gjaco 1682 |
| Cesarz Etiopii                 | - 1632 Fasiledes 1667 |
| Król Francji                   | - 1643 Ludwik XIV 1715 |
| Król Hiszpanii                 | - 1621 Filip IV 1665 |
| Landgraf Hesji-Kassel          | - 1637 Wilhelm VI Sprawiedliwy 1663 |
| Stadhouder Holandii            | - 1650 pierwszy okres bez stadhoudera 1672 |
| Szach Iranu                    | - 1642 Abbas II 1666 |
| Państwo Wielkich Mogołów       | - 1658 Aurangzeb 1707 |
| Król Irlandii                  | - 1660 Karol II Stuart 1685 |
| Cesarz Japonii                 | - 1654 Go-Sai 1663 |
| Kalif                          | - 1648 Mehmed IV 1687 |
| Patriarcha Konstantynopola     | - 1657 Parteniusz IV 1662 |
| Władca Korei                   | - 1659 Hyŏnjong 1674 |
| Książę Kurlandii i Semigalii   | - 1642 Jakub Kettler 1682 |
| Książę Liechtensteinu          | - 1627 Karol Euzebiusz 1684 |
| Książę Monako                  | - 1612 Honoriusz II 1662 |
| Król Nawarry                   | - 1643 Ludwik XIV 1710 |
| Król Norwegii                  | - 1648 Fryderyk III 1670 |
| Sułtan Omanu                   | - 1649 Sultan I ibn Sajf 1688 |
| Elektor Palatynatu             | - 1648 Karol I Ludwik 1680 |
| Papież                         | - 1655 Aleksander VII 1667 |
| Książę Parmy i Piacenzy        | - 1646 Ranuccio II 1694 |
| Król Portugalii                | - 1656 Alfons VI 1683 |
| Książę w Prusach               | - 1640 Fryderyk Wilhelm Wielki Elektor 1688 |
| Car Rosji                      | - 1645 Aleksy I 1676 |
| Cesarz Rzymski (niemiecki)     | - 1658 Leopold I Habsburg 1705 |
| Kapitanowie Regenci San Marino | - 1659 Paolo Antonio Onofri 1660 - 1659 Antonio Ricci 1660 - 1660 Francesco Angeli 1660 - 1660 Vincenzo Lorenzoni Giovanni Serafini 1660 - 1660 Alessandro Belluzzi Giambattista Zampini 1661 |
| Elektor Saksonii               | - 1656 Jan Jerzy II Wettyn 1680 |
| Król Szwecji                   | - 1654 Karol X Gustaw 1660 - 1660 Karol XI 1697 |
| Król Tajlandii                 | - 1656 Narai 1688 |
| Sułtan Turków                  | - 1648 Mehmed IV 1687 |
| Doża Wenecji                   | - 1659 Domenico Contarini 1674 |
| Król Węgier                    | - 1655 Leopold I 1705 |
| Książęta Wirtembergii          | - 1628 Eberhard III 1674 |

Rok 1660 / MDCLX
stulecia: XVI wiek ~
XVII wiek ~
XVIII wiek

lata: 1650 «
1655 «
1656 «
1657 «
1658 «
1659 «
1660
» 1661
» 1662
» 1663
» 1664
» 1665
» 1670

## Wydarzenia w Polsce
- Styczeń – wojna polsko-rosyjska: spustoszenie Podlasia przez wojska moskiewskie Iwana Chowańskiego.
- 8 stycznia – II wojna północna: Aleksander Połubiński zdobył Mitawę w Kurlandii.
- 13 stycznia – wojna polsko-rosyjska: zdobycie Brześcia przez wojska moskiewskie
- 25 stycznia – wojna polsko-rosyjska: rozbicie pod Prużaną przez wojska moskiewskie zgrupowania płk. Michała Obuchowicza
- 1 lutego – wojna polsko-rosyjska: oddziały moskiewskie zajęły Międzyrzec Podlaski
- 23 marca–28 czerwca – wojna polsko-rosyjska: oblężenie Lachowicz.
- 4 kwietnia – hetman polny koronny Stefan Czarniecki za zasługi wojenne otrzymał Białystok.
- 3 maja – Oliwa: zawarto pokój pomiędzy Polską a Szwecją, na mocy którego Jan II Kazimierz zrzekł się praw do tronu szwedzkiego, a Polska zatrzymała część Inflant. Pokój oliwski zakończył pięcioletni konflikt między Polską i Szwecją. Skończył się „potop szwedzki”.
- 21 maja – Antonio Pignatelli, późniejszy papież Innocenty XII został nuncjuszem apostolskim w Polsce.
- 28 czerwca – wojna polsko-rosyjska: wojska polsko-litewskie pobiły armię rosyjską w bitwie pod Połonką.
- 14–27 września – wojna polsko-rosyjska: bitwa pod Lubarem.
- 4 października – wojna polsko-rosyjska: wojska polsko-litewskie zakończyły nieudane oblężenie Mohylewa.
- 7 października – wojna polsko-rosyjska: zwycięstwo Polaków i Tatarów w bitwie pod Słobodyszczami.
- 8 października – wojna polsko-rosyjska: nierozstrzygnięta bitwa nad Basią.
- 14 października – wojna polsko-rosyjska: rozpoczęła się bitwa pod Cudnowem.
- 2 listopada – wojna polsko-rosyjska: wojska polsko-tatarskie odniosły zwycięstwo w bitwie pod Cudnowem.

## Wydarzenia na świecie
- 13 lutego – Karol XI został królem Szwecji.
- 16 marca – w Anglii rozwiązał się Długi Parlament.
- 4 kwietnia – przebywający na wygnaniu król Anglii i Szkocji Karol II Stuart ogłosił tzw. Deklarację z Bredy, w której zawarł warunki na jakich mógłby objąć tron.
- 8 maja – nowy angielski parlament zwrócił się do Karola II Stuarta z prośbą o powrót do kraju z wygnania i ogłosił go królem.
- 23 maja – po 9 latach wygnania do Anglii powrócił król Karol II Stuart.
- 27 maja – zawarto Pokój w Kopenhadze kończący wojnę duńsko-szwedzką.
- 29 maja – Karol II Stuart został królem Anglii.
- 6 czerwca – zawarty między Szwecją a Danią pokój w Kopenhadze zakończył duński udział w II wojnie północnej.
- 9 czerwca – król Francji Ludwik XIV ożenił się z Marią Teresą Hiszpańską.
- 3 lipca – erupcja Wezuwiusza.
- 28 listopada – w Londynie zawiązano Towarzystwo Królewskie, pierwsze w świecie towarzystwo naukowe.
- 9 grudnia – w Cockpit Theater w Londynie odbyło się pierwsze przedstawienie tragedii Williama Szekspira Otello, w którym w rolę Desdemony, graną do tej pory przez młodych chłopców, wcieliła się aktorka (prawdopodobnie Anne Marshall lub Margaret Hughes). Prawdopodobnie wówczas po raz pierwszy kobieta zagrała jakąkolwiek szekspirowską bohaterkę.
- 31 grudnia – późniejszy król Anglii i Szkocji Jakub II Stuart otrzymał od króla Ludwika XIV francuski tytuł księcia Normandii.

## Urodzili się
- 12 marca – Zofia Anna Czarnkowska, polska szlachcianka (zm. 1701)
- 2 maja – Alessandro Scarlatti, kompozytor włoski (zm. 1725)
- 29 września – Jerzy IV Wilhelm, książę brzesko-legnicko-wołowski, ostatni z Piastów (zm. 1675)
- 28 listopada – Maria Anna Bawarska, księżniczka bawarska, delfina Francji (zm. 1690)
- 27 grudnia – Weronika Giuliani, klaryska kapucynka, mistyczka, dziewica i święta katolicka (zm. 1727)

- data dzienna nieznana: 
  - Daniel Defoe, pisarz angielski, prekursor nowożytnej powieści (zm. 1731)
  - Adriaen Coorte, holenderski malarz martwych natur (zm. 1707)

## Zmarli
- 13 lutego – Karol X Gustaw, król Szwecji (ur. 1622)
- 15 marca – Ludwika de Marillac, francuska zakonnica, założycielka szarytek, święta katolicka (ur. 1591)
- 6 kwietnia – Michelangelo Cerquozzi, włoski malarz okresu baroku (ur. 1602)
- 30 czerwca – William Oughtred, angielski matematyk, wynalazca suwaka logarytmicznego (ur. 1574)
- 6 sierpnia – Diego Velázquez, hiszpański malarz, przedstawiciel baroku (ur. 1599)
- 12 września – Jacob Cats, holenderski poeta, polityk; dwukrotny wielki pensjonariusz Holandii (ur. 1577)
- 27 września – Wincenty a Paulo, święty, francuski duchowny katolicki (ur. 1581)
- 24 grudnia – Maria Henrietta Stuart, księżniczka angielska, księżna Oranii-Nassau (ur. 1631)

## Święta ruchome
- Tłusty czwartek: 5 lutego
- Ostatki: 10 lutego
- Popielec: 11 lutego
- Niedziela Palmowa: 21 marca
- Wielki Czwartek: 25 marca
- Wielki Piątek: 26 marca
- Wielka Sobota: 27 marca
- Wielkanoc: 28 marca
- Poniedziałek Wielkanocny: 29 marca
- Wniebowstąpienie Pańskie: 6 maja
- Zesłanie Ducha Świętego: 16 maja
- Boże Ciało: 27 maja